# Audio Stream Input/Output
Audio Stream Input/Output (ASIO), «ввод-вывод потоковых аудиоданных» — протокол передачи данных с малой задержкой (англ. low-latency), разработанный компанией Steinberg, предоставляющий приложениям унифицированный интерфейс к аппаратным ресурсам, а также технология, решающая две существующие на сегодняшний момент проблемы:
- Минимизация задержек записи и воспроизведения звука;
- Предоставление универсального интерфейса для многоканального ввода и вывода звуковой информации.

ASIO используется в программно-аппаратном интерфейсе драйвера звуковой карты, обеспечивающим при передаче аудиопотока низкие уровни задержки и высокую точность. В то время как для непрофессионального применения наибольшее распространение в среде Windows получила технология Microsoft DirectSound, ASIO, в отличие от неё, даёт музыкантам и звукоинженерам возможность программной обработки звука в режиме реального времени, позволяя заменить внешнее оборудование звуковой обработки.
Низкие задержки обеспечиваются за счёт того, что в интерфейсе ASIO происходит обход множества промежуточных программных уровней, и осуществляется взаимодействие с оборудованием (звуковой поток минует системный микшер и поступает напрямую в драйвер устройства, и далее в ЦАП) напрямую. Кроме того, ASIO предоставляет относительно простой способ доступа к нескольким аудиовходам и выходам. 
Главным преимуществом технологии является также отказ от использования микшерного ядра Windows Audio (KMixer), что позволяет достичь высокой скорости связи с аудиооборудованием. В отличие от KMixer, немикшируемый поток данных в протоколе ASIO является побитово-идентичным (т. н. битперфект), обеспечивая высокую верность воспроизведения.
Сфера применения данного аудиоинтерфейса, как правило, ограничивается Microsoft Windows, так как в других операционных системах (например, в Mac OS X или Linux) отсутствуют подобные проблемы с задержками и микшированием (см. Core Audio и ALSA). В Windows Vista KMixer был удалён и заменён новым драйвером порта WaveRT. WaveRT, однако, не может обеспечивать синхронизацию нескольких аудиоустройств и не поддерживает внешнее тактирование.
В 2007 году создан экспериментальный ASIO-драйвер для WINE — wineasio, использующий звуковой сервер JACK, и позволяющий многим ASIO-приложениям работать с низкой задержкой под WINE.